# Карін Альвтеген
Карін Альвтеген (швед. Karin Alvtegen; нар. 8 червня 1965, Гускварна, Швеція) — шведська письменниця, яка працює в детективному жанрі. Дія психологічних триллерів Альвтеген зазвичай відбувається у Швеції. На українську були переведені чотири її романи: «Втрата», «Зрада» (швед. Svek), «Сором» (швед.Skam) і «Тінь» (Skugga).
Другий роман Альвтеген, «Втрата», був нагороджений провідною скандинавською премією в галузі детективної літератури Скляний ключ у 2001 році. У 2009 році, після виходу американського видання, роман був номінований на премію Едгара Аллана По в номінації «Найкращий роман». У 2006 році роман послужив основою для телевізійного серіалу «Missing», режисером якого став Йен Медден.
Роман Альвтеген 2005 року «Сором» увійшов у шорт-лист премії за найкращий детективний роман, переведений на англійську мову, Duncan Lawrie International Dagger, що надається британською Асоціацією письменників детективного жанру.
Карін Альвтеген — внучата племінниця дитячої письменниці Астрід Ліндгрен.

### Романи
- Skuld (1998)
- Saknad (2000)
- Svek (2003)
- Skam (2005)
- Skugga (2007)
- En sannolik historia (2010)
- Fjärilseffekten (2013)

### Сценарії
- Hotet (2004)

## Українські переклади
- Ключ від Позасвіття / Карін Альвтеґен, Альбін Альвтеґен ; пер. Володимир Криницький. — Львів : Видавництво Старого Лева, 2020. — 152 с. — ISBN 978-617-679-596-4 [Архівовано 12 серпня 2020 у Wayback Machine.].

## «Ключ від Позасвіття»
Дванадцятирічний Лінус з мамою і сестрою Ліннеєю їде на літо в Тракеборг, у химерний дерев'яний будинок, що вже багато років стоїть пусткою після таємничого зникнення його дивного власника. Здавалось би, літо буде нудне й нецікаве, але вже в першу ніч хлопчик чує дивні шуми в стінах, а невдовзі починають зникати речі. Коли ж Лінус вирушає оглядати будинок, під поламаними дошками підлоги знаходить загадковий ключ. Хто його заховав і що він відмикає? Про це ви довідаєтеся зі сторінок фентезійної повісті «Ключ від Позасвіття» шведських письменників Альбіна й Карін Альвтеґен..